# Rio Vermelho (rio do Mato Grosso)
O rio Vermelho é um curso de água que banha o estado de Mato Grosso, Brasil, fazendo parte da Bacia do Alto Paraguai. Ele nasce da confluência dos rios Paraíso e Poxoréu, no município de Poxoréu, e deságua no Rio São Lourenço, no limite dos municípios de Rondonópolis e Juscimeira. Seu nome se dá devido a cor avermelhada, esta em virtude do solo do leito rico em ferro.
O rio banha Jarudore, distrito de Poxoréu, a cidade de Rondonópolis, fazendas e loteamentos que aos seus redores se localizam.